# Rio, Cinco pras Cinco
O Rio, Cinco Para as Cinco foi um programa de variedades produzido e exibido pela TV Rio que, como o próprio título sugere, iniciava às 16h55 e seguia até às 18h, de segunda a sexta, entre 1958 e 1962, apresentado primeiramente por Ilka Soares e depois pelo casal Lídia Mattos e Urbano Loes, com entrevistas, receitas culinárias, desfile de modas e outros assuntos de interesse do universo feminino.